# Грелль, Карл Готлиб
Карл Готлиб Грелль (нем. Karl Gottlieb Grell; 28 декабря 1912 — 4 октября 1994) — немецкий зоолог и протистолог. Наиболее знаменит исследованиями трихоплакса.

## Биография
Родился в замке Бург. Получил звание доктора наук в 1934 году (Университет Бонна, диссертация была посвящена Panorpa communis). Во время Второй мировой войны служил в антималярийном соединении в юго-восточной части Европы. После войны вернулся в Бонн. Затем преподавал зоологию и генетику в Тюбингенском университете. В 1956 опубликовал первое издание своего учебника Protozoologie, который потом выдержал несколько изданий и в 1973 был переведён на английский язык. В 1959-1983 сотрудничал в Archiv for Protistenkunde.
Был почётным президентом IX Международного конгресса протистологов в Берлине (1993).